# Wyspa Chrząszczewska
Wyspa Chrząszczewska – wyspa w północno-zachodniej Polsce, w województwie zachodniopomorskim w gminie Kamień Pomorski; powierzchnia ok. 10 km², leży na Dziwnie. Jest połączona ze stałym lądem mostem w okolicach Kamienia Pomorskiego. Od północy wyspę ogranicza Zalew Kamieński, od wschodu zatoka Promna, od południa Zatoka Cicha, natomiast od zachodu i południowego zachodu – Dziwna.

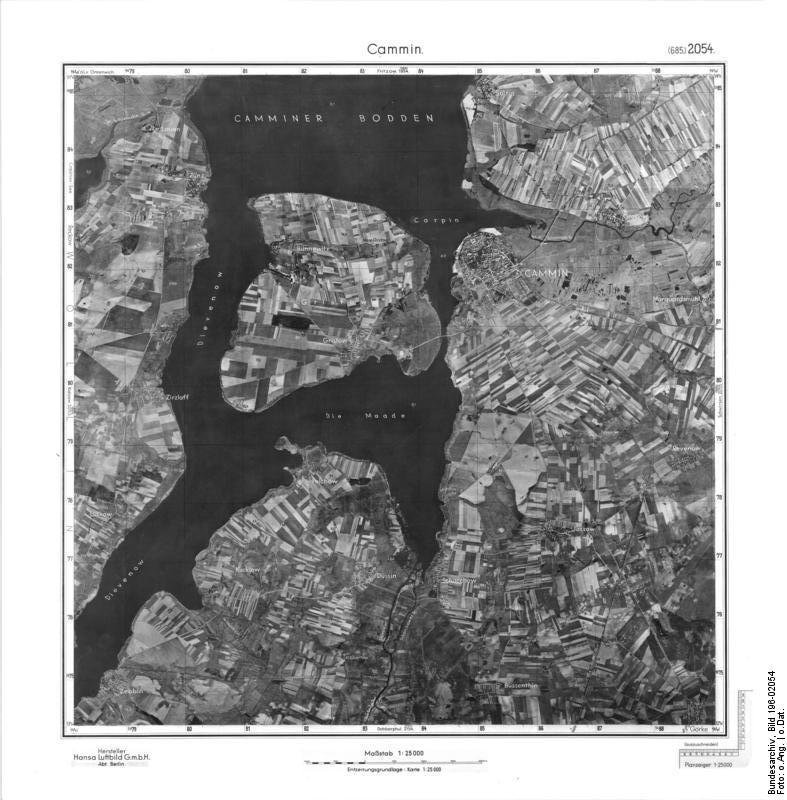
Wyspa Chrząszczewska na mapie lotniczej

Na Wyspie Chrząszczewskiej położone są trzy wsie – Chrząszczewo, Chrząszczewko i Buniewice. W zachodniej części wyspy, przy wsi Buniewice znajduje się wzniesienie Wyżawa (26,6 m n.p.m.).
Na północ od wsi Chrząszczewo znajduje się megalityczny kurhan oraz szyby Kopalni Ropy Naftowej w Buniewicach53°58′43,151″N 14°43′46,560″E/53,978653 14,729600.
Podczas II wojny światowej na wyspie stacjonowały niemieckie wyrzutnie rakietowe broni typu V.
Teren wyspy został objęty obszarem specjalnej ochrony ptaków „Zalew Kamieński i Dziwna” oraz specjalnym obszarem ochrony siedlisk „Ujście Odry i Zalew Szczeciński”.
Do 1945 r. stosowano niemiecką nazwę Insel Gristow pochądzącą – analogicznie, jak nazwa obecna – od nazwy wsi Chrząszczewo (niem. Gristow). W 1949 r. ustalono polską nazwę Wyspa Chrząszczewska.
W latach 1954–1959 w granicach miasta Kamienia Pomorskiego. 31 grudnia 1959 r. wyłączono ją z jego obszaru i włączono do gromady Kamień Pomorski.

## Głaz Królewski
Na północ od miejscowości Buniewice znajduje się wielki kamień zwany Głazem Królewskim lub Czarcim Kamieniem, pozostałość wielkiego głazu narzutowego, częściowo zużytego jako materiał do budowy dróg. Głaz ma 20 m obwodu – tylko na ok. 3 metry wystaje ponad powierzchnię wody. To na nim miał według legendy Bolesław III Krzywousty odbierać defiladę floty pomorskiej w 1121. Prawdopodobnie od niego wzięła się nazwa miasta Kamień Pomorski.